# Rinkaby, Kristianstads kommun
Rinkaby är en tätort i Kristianstads kommun och kyrkby i Rinkaby socken i Skåne.
Här finns Rinkaby kyrka som uppfördes på 1200-talet. Byns skola har anor från sent 1800-tal och bedriver idag verksamhet från förskola till årskurs 6. Försvarsmakten har boendeanläggning på orten och bedriver övningsverksamhet på Rinkaby skjutfält.

## Namnet
Namnet skrevs 1351 Rinkäby. Namnet innehåller rink, 'man, krigare' (sannolikt en motsvarighet till fornvästnordiska "rekkr") och by, 'gård; by'. Populärt översätts namnet "kämparnas by".

## Historia
1651 brann nästan hela Rinkaby ned, men orten byggdes upp igen.
Rinkaby har länge varit präglat av jordbruket. På 1700-talet odlade småbönder mest råg, korn och bovete. I samband med skiftesreformerna på 1750- och 1830-talen förändrades brukandet av jorden och även byns karaktär. Från 1800-talet var odlingen av tobak en viktig näring i Rinkaby. I området förekommer sandiga, lätta jordar, och det var oftast kring sådana jordar som tobaksodlingen koncentrerades i Skåne. Ett av Tobaksmonopolets fyra skånska mottagningsmagasin var placerat på orten. (De övriga låg i Dösjebro, Åhus och Fjälkinge.) Dessa så kallade monopolbyggnader uppfördes i slutet av 1910-talet. Odling av tobak förekom fram till 1960-talet i Rinkaby. År 2006 utförde Regionmuseet en inventering av Skånes tobakslador. Rinkaby var då den plats i Kristianstadstrakten som hade flest bevarade lador: fjorton stycken. Rinkaby har, utifrån arvet från tobaksodlingen, av länsstyrelsen utpekats som en av Skånes särskilt värdefulla kulturmiljöer. Idag är uppfödningen av kor av rasen angus för köttproduktion ett betydande inslag i Rinkabys jordbruk.
År 1945 tog baltutlämningen plats på Rinkaby skjutfält, då tyska och baltiska krigsfångar utlämnades till Sovjetunionen.

### Befolkningsutveckling
| Befolkningsutvecklingen i Rinkaby 1960–2020 | Befolkningsutvecklingen i Rinkaby 1960–2020 | Befolkningsutvecklingen i Rinkaby 1960–2020 | Befolkningsutvecklingen i Rinkaby 1960–2020 | Befolkningsutvecklingen i Rinkaby 1960–2020 |
| ------------------------------------------- | ------------------------------------------- | ------------------------------------------- | ------------------------------------------- | ------------------------------------------- |
|                                             |                                             |                                             |                                             |                                             |
| År                                          |                                             |                                             | Folkmängd                                   | Areal (ha)                                  |
| 1960                                        | 1960                                        |                                             | 533                                         |                                             |
| 1965                                        | 1965                                        |                                             | 499                                         |                                             |
| 1970                                        | 1970                                        |                                             | 490                                         |                                             |
| 1975                                        | 1975                                        |                                             | 552                                         |                                             |
| 1980                                        | 1980                                        |                                             | 540                                         |                                             |
| 1990                                        | 1990                                        |                                             | 620                                         | 105                                         |
| 1995                                        | 1995                                        |                                             | 672                                         | 109                                         |
| 2000                                        | 2000                                        |                                             | 681                                         | 109                                         |
| 2005                                        | 2005                                        |                                             | 700                                         | 111                                         |
| 2010                                        | 2010                                        |                                             | 745                                         | 111                                         |
| 2015                                        | 2015                                        |                                             | 768                                         | 126                                         |
| 2020                                        | 2020                                        |                                             | 749                                         | 126                                         |
|                                             |                                             |                                             |                                             |                                             |

## Kommunikationer
Länsväg 118 passerar genom Rinkaby. Skånetrafikens bussförbindelse mellan Kristianstad och Åhus/Furuboda har hållplatser i orten.
Förr fanns en järnvägsstation i Rinkaby, eftersom orten ligger utmed Åhusbanan, men numera trafikeras denna järnvägsförbindelse endast av godståg.

## Evenemang
På Rinkaby skjutfält, strax utanför Rinkaby, hölls det scoutläger 2001, Scout 2001, och 2007, Jiingijamborii. Scoutläger hölls även 2011, och då var det ett världsläger, så kallat Jamboree, med omkring 40 000 deltagare. 2017 anordnades det en nationell jamboree igen.

## Natur
Väst om Rinkaby ligger naturreservatet Rinkaby och Horna ängar vid Hammarsjöns östra strand.

## Kända personer
- Anders Nilsson, hemmansägare och politiker
- Anders Olson, målare och skulptör
- Ola Persson, hemmansägare och politiker